# Le Mystère de la chambre jaune (film, 2003)
Pour les articles homonymes, voir Le Mystère de la chambre jaune (homonymie).
Série
Le Parfum de la dame en noir
(2005)
Pour plus de détails, voir Fiche technique et Distribution.
Le Mystère de la chambre jaune est un film franco-belge réalisé par Bruno Podalydès et sorti en 2003. Il s'agit d'une adaptation du roman du même nom de Gaston Leroux mettant en scène son personnage de Joseph Rouletabille.

## Synopsis
Dans les années 1930, Mathilde, fille du célèbre professeur Stangerson, est victime d'une tentative de meurtre alors qu'elle était seule dans sa chambre. Joseph Rouletabille, accompagné de son ami et photographe Sainclair, se rend au château du Glandier pour élucider ce mystère. La présence du célèbre reporter n'est pas du goût de l'inspecteur Frédéric Larsan et du juge de Marquet.

## Fiche technique
- Titre original : Le mystère de la chambre jaune
- Réalisation : Bruno Podalydès
- Scénario : Bruno Podalydès, d'après le roman Le Mystère de la chambre jaune de Gaston Leroux
- Musique : Philippe Sarde
- Photographie : Christophe Beaucarne
- Montage : Hervé de Luze, assistant Christophe Pinel
- Pays de production :  France,  Belgique
- Langue : français
- Format : couleurs - 2,35:1 - DTS / Dolby Digital - 35 mm
- Sociétés de production : Canal+, CNC, CinéCinéma, Cofimage 14, France 2 Cinéma, Gimages 6, Les Films du Fleuve, Procirep, RTBF, Sogécinéma, Wallimage, Why Not Productions, Wild Bunch
- Genre : comédie policière
- Budget : 5 300 000 €[1]
- Durée : 118 minutes
- Dates de sortie :
  - France : 15 mai 2003 (festival de Cannes)
  - Belgique, France : 11 juin 2003

## Distribution
- Denis Podalydès : Joseph Rouletabille
- Jean-Noël Brouté : Sainclair
- Claude Rich : le juge de Marquet
- Scali Delpeyrat : Monsieur Mallet, le greffier
- Sabine Azéma : Mathilde Stangerson
- Michael Lonsdale : le professeur Stangerson
- Julos Beaucarne : le père Jacques
- Olivier Gourmet : Robert Darzac
- Pierre Arditi : l'inspecteur Frédéric Larsan
- Isabelle Candelier : Madame Bernier
- Dominique Parent : Monsieur Bernier
- George Aguilar : Petit-Pied, le garde-chasse
- Patrick Ligardes : le brigadier
- Sylvain Solustri : William, homme en noir
- Vincent Vedo Velli : Marcel, homme en noir
- Bruno Podalydès : le médecin / le narrateur

## Production

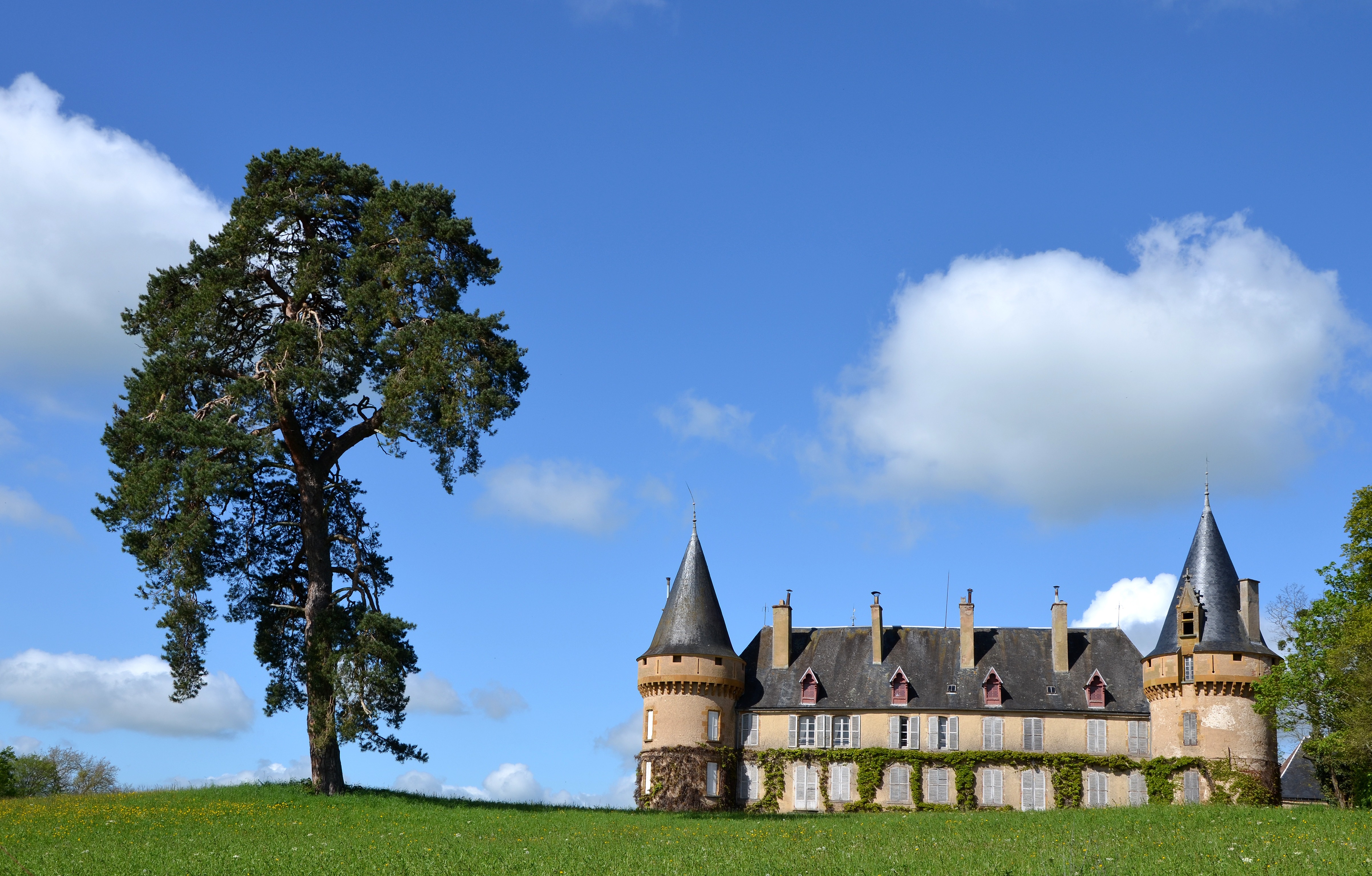
Le château de Villemolin sert de décor au film

Bruno Podalydès voulait adapter le roman Le Mystère de la chambre jaune de Gaston Leroux depuis une dizaine d'années, séduit par une intrigue évoquant la nouvelle Double Assassinat dans la rue Morgue d'Edgar Allan Poe avec une atmosphère rappelant Les Aventures de Tintin de Hergé. Malgré son attachement au roman de Gaston Leroux, le réalisateur-scénariste prend quelques libertés. Il décide par exemple de situer l'intrigue du film uniquement au château et ses environs, alors que le roman se situait dans trois espaces différents. Par ailleurs, si le roman se déroule en 1892, le film se situe dans les années 1930. Certains personnages du roman ont disparu alors que d'autres ont été modifiés pour les besoins du film. De plus, l'âge de certains personnages a changé. Bruno Podalydès explique que la jeunesse de Rouletabille dans le film est « plus une jeunesse d'esprit que de corps ».
L'ensemble du film a été tourné au château de Villemolin dans la commune d'Anthien (Nièvre), sauf les scènes de train du début qui ont été tournées à Richelieu en Indre-et-Loire, avec le TVT (Association des trains à vapeur de Touraine).

## Accueil

### Critique
Jean-Philippe Tessé, dans le magazine Chronic'art, a apprécié le film. Il parle à son propos d'« un cinéma de pur plaisir et d’élégance enfantine dont on aimerait qu’il ne restât pas un îlot paradisiaque dans l’océan de médiocrité que tend à devenir le divertissement à la française ».

### Box-office
En France, le film attire 1 270 549 spectateurs en salles, soit le 31e meilleur résultat au box-office annuel français.

## Suite
La même équipe adapte en 2005 le roman suivant de Gaston Leroux dans la série des Rouletabille : Le Parfum de la dame en noir.